# یوسف سجزی سیستانی
یوسف سجزی سیستانی برادر ابراهیم سجزی سیستانی است. یوسف نیز از دانشمندان معروف سیستان در اوایل اسلام است.
یوسف سجزی چهار خط به نام خط جلیلی، ثلفثین، دیباح و سجلات به خط معقلی اضافه نمود.
به نوشته ابن ندیم، خط جلیلی پدر تمام خطوط اسلامی است، که هرکس توانایی نوشتن این خط را ندارد.